# 権力分立
権力分立（、けんりょくぶんりゅう、英: separation of powers）は、権力が単一の機関に集中することによる権利の濫用を抑止し、権力の区別・分離と各権力相互間の抑制・均衡を図ることで、人民の権利や自由の確保を保障しようとするシステム。
権力分立の基本的な要素として、権力の区別分離、権力相互の抑制均衡が挙げられる。

## 概要
権力分立の典型例としては立法・行政・司法の三権分立（、さんけんぶんりゅう）が挙げられるが、地方自治などほかの政治制度にも権力分立原理はみられる。但し国家権力そのものは単一不可分であり、それを分割することは国家そのものの分割を意味することになるため、権力分立とは国家権力そのものの分割を意味するのではなく、国家権力を現実に行使する機関における権限の分立を意味する。
権力分立は近代国家に共通の普遍的な憲法上の基本原理であり、1789年のフランス人権宣言第16条は憲法には権利保障と権力分立が必要不可欠の要素であるとの考え方を明確にしている。今日ではヨーロッパ諸国やアメリカ合衆国、日本などの多くの国で採用されており、採用されている。
国家全体については、まず中央と地方とで権限分配がなされ（垂直的分立）、ついで中央・地方でそれぞれ水平的に分配されることになり（水平的分立）、中央では（三権分立の場合）立法・行政・司法の三権に大きく水平的に分配される。
現代国家ではチェックアンドバランスの考えを取り入れた制度は広く実施されており、例えば議会における二院制の採用、行政における独立行政委員会の設置などがあり、中央銀行を行政府と分離し経営判断を政策委員会に委ねる等もこの１つである。

### 三権分立
三権分立は国家権力をそれぞれ立法権、行政権、司法権に分割する制度。日本においては、国家の立法権は国会、行政権は内閣、司法権は裁判所がそれぞれ行使している。

### 五権分立
なお、中華民国（台湾）では憲法において「五院分立」（行政院・立法院・司法院・考試院・監察院）が規程され、三権の他に公務員の人事権（考試院、日本の人事院に相当）と行政監査権（監察院、日本の会計検査院に相当）がそれぞれ分立している。

## 歴史
権力分立の思想は歴史的に形成されてきたもので、時代や国によってその内容は異なる。権力分立の源流をたどると、古代ギリシャにおけるプラトン、アリストテレス、ポリュビオス等の混合政体論にまでさかのぼることができる。
近代的な権力分立の思想的淵源は、17世紀のイギリスのジェームズ・ハリントンやジョン・ロック、フランスのシャルル・ド・モンテスキュー（『法の精神』）などによる政体論を端緒とする。

## 権力の区別分離
権力の分離には権限の分離と人の分離が含まれ、前者は各権力は原則として他権力に干渉したり自らの権力を放棄することは許されないことを、後者は同一人物が異なる権力の構成員であることを排除するものである。

### 権限の分離
モンテスキューは『法の精神』において、国家権力を立法権、万民法に関する事項の執行権（国家の行政権・執行権）、市民法に関する事項の執行権（司法権・裁判権）の三つに区別した。この考え方は現代に至るまで受け継がれており、主要国家では一般的に国家権力を立法権・行政権・司法権の三権に分類している。それぞれ、立法権を立法府（議会）に、行政権を行政府（大統領あるいは内閣）に、司法権を司法府（裁判所）に担わせる。
これらの三権は、法との関係に着目して、簡単に次のように説明される。
| 立法権 | 法律を制定する権力                   |
| 行政権 | 法律を執行する権力                   |
| 司法権 | 憲法、並びに各種の法規で裁定する権力 |

立法府は一般的抽象的な法規範を定立し、行政府は個別的かつ具体的な事件に法を適用・執行する。ここで「執行」と「適用」はもともと一体のものである点に注意を要する。行政権が法を執行する際には当然、法を「適用」しなければならず、司法府は法を適用して裁定するほか、自ら「執行」もする（司法行政）。そのため行政と司法の違いは、司法権が法を適用し「終局的に裁定する」ことをその顕著な違いと解すべきである。
また行政は、立法・司法に比べて定義づけしにくい。そのため、行政の定義については、国家作用から立法と司法を控除したものとして消極的に定義する見解（控除説）が通説とされる。これは当初、すべての権力が君主に集中しており、そこから立法権が議会に、司法権が裁判所にそれぞれ移譲された歴史の流れにも沿うものである。

### 人の分離
権限が分離されていても各権力を担う構成員が同じであれば権力分立は意味をなさない。そのため、権力の分離の要素として人の分離、つまり兼職の禁止が挙げられる。
但し立法と行政の関係について、大統領制の下では大統領と議会とは別々に選出されるため民意は二元的に代表される（二元代表制）のに対し、議院内閣制では議会のみが選挙により選出されて内閣はそれを基盤として成立するため民意は一元的に代表される（一元代表制）。このため、大統領制においては相互の抑制均衡を重視し厳格な分立をとるのに対し、議院内閣制においては相互の協働関係を重視するため緩やかな分立にとどまる。この点から議院内閣制のほうが権限の委任関係は明白となるため、立法と行政との関係を円滑に処理するという点においては、より簡単な政治モデルであるとされる。
なお、立法・行政・司法間の三権分立とは異なるが、両院制における両院議員の兼職禁止も権力分立における人の分離として理解することができるとされる。

#### 大統領制
アメリカ型の大統領制は、立法権と行政権を厳格に独立させるもので、行政権を担う大統領と立法権を担う議員をそれぞれ個別に選出する政治制度を採っている。厳格な分立の下、議員職と政府の役職とは兼務できず、政府職員は原則として議会に出席して発言する権利義務もないことなどを特徴としている。大統領が任期途中に議会による不信任により辞職することもなく、逆に大統領によって議会が解散されることもない。
しかし、アメリカにおいても20世紀の行政国家化に伴って大統領が立法を主導し、司法に対しても一定の影響を与えているとされ、厳格な三権分立は緩やかなものとなっている。しかし、大統領の所属政党と上院あるいは下院の支配政党が異なる分割政府の状態を生じた場合にはやはり厳格な権力分立が顕在化することになるが、アメリカ合衆国の政治制度は、長い歴史的経過を経てこの分割政府の常態化を前提としつつ、政治運営や立法活動が複雑な駆け引きの下に行われ、盛んな利益集団の活動を背景として大統領や連邦議会議員が利害調整を行っていくという点に特質を持つに至ったものと考えられている。

#### 議院内閣制
議院内閣制は、議会が選出した首相が組閣して、内閣が行政権を担い、内閣は議会に対して政治責任を負い、間接的に国民に対しても政治責任を負う。議院内閣制では行政権を担う内閣と立法権を担う議会が一応は分立しているものの、民主主義的要請から権力分立は緩やかなものとなっている。つまり、内閣の首班（首相）は議会から選出され、内閣は議会（特に下院）の信任を基礎として存立することとして行政権の民主的コントロールを行う。内閣の構成員たる大臣はその多くが議員であり、内閣には法案提出権が認められ、大臣は議会に出席する権利義務を有することなどを特徴とする。

## 権力の抑制均衡

### 立法権と行政権の関係

#### 行政府から立法府への抑制
行政府から立法府への抑制手段の例としては、政府独自の立法権、法律裁可権、法律発案権、法案の拒否権などが挙げられる。この他、議院内閣制において重要なものに議会解散権がある。但しこのうちの如何なる抑制手段を認めるかは、国や時代により異なる。
- 政府独自の立法権

行政府に一定の独自の立法権が認められている場合には、立法府への抑制手段となる。大日本帝国憲法下においては、議会の関与しない立法として緊急勅令（大日本帝国憲法第8条）と独立命令（大日本帝国憲法第9条）が認められていた。これに対して日本国憲法下では、国会が国の唯一の立法機関であると規定されている（日本国憲法第41条）。内閣には政令制定権が認められているが（日本国憲法第73条6号）、法律を前提としない独立命令や法律に反する代行命令は禁止されており、法律を執行するための執行命令と法律により委任を受けた委任命令に限られている。これは行政立法の一種ではあるが、国会への抑制手段とまでは言えない。
- 法律裁可権

大日本帝国憲法下においては、天皇に法律裁可権を認めていた（大日本帝国憲法第5条）。これに対して日本国憲法下では、行政府による法律裁可権を認めず国会を国の唯一の立法機関とし（日本国憲法第41条）、原則として国会の議決のみによって法律は成立するとしている（日本国憲法第59条1項）。
- 法律発案権

議院内閣制の下では首相に法律案の提出権が認められている。これに対して、大統領制の下では大統領の法律発案権は認められていない（教書の送付に留まる）。
- 法案の拒否権

アメリカ合衆国憲法で採用されている（第1条第7節第2項）。すべての法律案は合衆国大統領に送付され、その法案への署名をもって法律となる。大統領が承認しない場合には、署名の代わりに拒否理由を添えて議院に差し戻すことができる。この場合、各議院はそれぞれ3分の2以上の賛成で再可決・承認すれば法律となるとしている。
- 議会解散権

議院内閣制の下では首相に議会解散権が認められている。日本では内閣に衆議院解散の権限が認められている（実質的根拠について争いがある）。これに対して、大統領制の下では一般に大統領の議会解散権は与えられていない。

#### 立法府から行政府への抑制
立法府から行政府への抑制手段の例としては、行政の組織や権限に関する立法権、条約批准権、国政調査権、質問権、質疑権、報告受理権などがあり、このほか議院内閣制においては内閣総理大臣の指名や内閣不信任決議がある。このうちの如何なる抑制手段を認めるかは、行政府から立法府への抑制手段の場合と同様に国や時代により異なる。
- 行政の組織や権限に関する立法権

立法府が行政の組織や権限に関する立法を行うことは、それ自体が行政府への抑制手段となる。
- 条約批准権

日本国憲法下においては、条約の締結権を内閣の権限とする一方、事前または事後に国会での承認を必要としている（日本国憲法第73条3号）。なお国際法上、基本的な重要性を有する国内法の規則に違反して締結したことが明白な条約は無効にできる（条約法に関するウィーン条約第46号第1項ただし書き）。
- 国政調査権

日本国憲法下においては、両議院に国政調査権を認めている（日本国憲法第62条前段）。
- 質問権

日本では国会法により、国会議員は内閣に質問することができるとする。質問は議題とは関わりなく内閣に対して説明を求めたり、所見を質したりするものである。
- 質疑権

日本では衆議院規則及び参議院規則により、国会議員は議題案件について疑義をただすことができるとする。
- 報告受理権

日本では一般国務および外交関係（日本国憲法第72条）、国の収入支出の決算（日本国憲法第90条）、国の財政状況（日本国憲法第91条）について憲法に規定がある。
- 内閣総理大臣指名権

議院内閣制の下での内閣総理大臣の選出方法について、イギリスでは二大政党制の下で下院の第一党の党首が首相に任命されるのが慣行となっているのに対し、日本やドイツでは議会で首相指名選挙が行われる。
- 内閣不信任決議権

議院内閣制の下では議会には内閣に対する不信任決議、一方の内閣には議会解散権が認められているため、両者に意思の対立があれば、解散を経て議会選挙を通じて国民がその問題に決着をつけることになる。日本では内閣は国会に対して連帯して責任を負うとされ（日本国憲法第66条3項）、衆議院に内閣不信任決議を認めており、衆議院で内閣不信任決議が可決されたときは内閣は10日以内に総辞職か衆議院の解散・総選挙を選ばなければならない（日本国憲法第69条）。

### 司法権との関係
元来、司法権は政治的作用ではなく法律の維持・擁護を目的とする法的作用であり、政治闘争の圏外にあって特別の地位が認められてきた。裁判の公正は個人的尊厳と自由の確保にとって不可欠であり、他権力からの干渉や圧力を排除するための司法権の独立が特に重視され、今日では諸国の憲法において一般的に採用されている原理である。その一方で、今日では司法権による行政訴訟や違憲審査制などが重要な役割を果たしており、現代的変容を遂げている。

#### 立法府・行政府から司法府への抑制
立法府・行政府から司法府への抑制手段の例としては、裁判官の指名・任命権や司法制度に関する立法権、弾劾裁判などがある。
- 裁判官の指名・任命権

スイスのように議会による選任による場合には立法府から司法府への抑制となり、アメリカのように大統領による任命と上院による同意が定められている場合には、行政府による抑制と立法府による抑制とが重複することとなる。
- 司法制度に関する立法権

議会による裁判所の組織・権限、訴訟手続に関する立法は、立法府から司法府への抑制となる。しかし、英米法では裁判所自身に規則制定権を認める制度が発達してきた。日本国憲法第77条1項でも、司法権の独立の観点から最高裁判所に訴訟に関する手続、弁護士、裁判所の内部規律および司法事務処理に関する事項について規則を定める権限を認めている。最高裁判所規則と法律の形式的効力については規則が優位するとみる説もあるが、多数説は法律が優位するとみている。
- 弾劾裁判

日本国憲法下においては、国会に裁判官の弾劾の権限を認める一方（日本国憲法第64条・日本国憲法第78条前段）、司法権の独立の観点から行政機関による裁判官の懲戒処分を禁じる（日本国憲法第78条後段）。

#### 司法府から行政府・立法府への抑制
司法府から行政府への抑制手段の例としては行政処分の違憲審査や行政訴訟権、司法府から立法府への抑制手段の例としては違憲立法審査がある。
- 行政処分の違憲審査

行政の命令・規則・処分などが憲法に違反しているか否かを審査する。同じ抑制手段として、行政処分の違法審査もある。
- 行政訴訟権

司法府から行政府への抑制手段としては行政訴訟権がある。但し英米法系と大陸法系とでは、行政権に対する司法権の関わり方に大きな違いがある。英米法系の諸国では行政裁判所制度をとらず、行政事件も通常の裁判所が審理する。イギリス・アメリカのほか、アメリカ法の影響を強く受けた日本国憲法下の日本も、行政裁判所の設置を認めない。大陸法系の諸国では、行政権の司法権からの独立が強調され、行政裁判所制度を持つ。行政裁判所は行政事件を専門に審理する行政部内の特別裁判所で、通常の裁判所の系統から独立した機関である。大陸法系の国であるフランスやドイツで採用されている。大日本帝国憲法下では、日本でも行政裁判所が置かれていた。
- 違憲立法審査

司法府から立法府への抑制手段としては違憲立法審査権がある。

## 権力分立の特性
権力分立の特性について自由主義的特性、消極的特性、懐疑的特性、政治的中立性などが挙げられている。
自由主義的特性
権力分立制は国家権力の濫用から国民の権利・自由を守るという自由主義的な政治組織原理である。
消極的特性
ルイス・ブランダイスによれば、権力分立は不可避的な権力間の摩擦によって国民の自由を確保し専制政治から守る政治原理であるとされる。
懐疑的特性
権力分立は思想的には国家権力およびそれを行使する者に対する懐疑的・悲観的な見方から出発しているとされる。
政治的中立性
権力分立制そのものは元来は民主的でも専制的でもないとされる（ただし、原理的・実際的には民主制により親和的であると解されている）。モンテスキューの権力分立論はそもそも従来の君主制に対するものであったが、そのような従来の君主制が否定されたのちも権力分立制は権利保障のための重要な原理と考えられている。

## 現代的変容
今日、権力分立制は行政国家化、政党国家化、司法国家化という現代的変容を生じているとされる。
行政国家化
20世紀に入り行政国家・社会国家の要請から行政部門は飛躍的に増大化し、行政権が事実上中心的役割を担うようになっている（行政国家現象）。
政党国家化
政党が国家意思の形成において主導的役割を果たすようになり、従来の議会と政府との対抗関係ではなく、政府・与党と野党との対抗関係へと変化した。
- 司法国家化

## 日本における権力分立

### 権力分立前史
古くから、中国と日本を含めたその周辺諸国ではすべての権力を君主あるいはその時々の政権に集中させていた。このため、明治以前の日本では、立法権と行政権、司法権はほぼ同じ機関が担った。江戸幕府の役職である町奉行（江戸町奉行）が、江戸市中に施かれる法を定立し、行政活動を行い、民事・刑事の裁判も行っていたことは、その典型である。
こうした性格は実際の裁判にも影響を与えた。すなわち、中国の伝統的な民事裁判においては、民が官に対して請願を行い、それに対して官が請願の是非を判断する裁許という形で一種の行政処分を行う「父母官型訴訟」と呼ばれる権力者の徳治思想に基づいた世話焼き・恩恵行為に過ぎなかった。さらにその制度を取り入れた古代日本の民事裁判では中国のような徳治思想は希薄で、被告が直属する官司・組織との日常的支配関係に依拠して提起されることが多く、被告から見て上位者にあたる裁許者も提訴を受けたことによって受け身の形で裁許を行ったとされ、中世に入っても領主が警察・刑事裁判に相当する検断権の確保には積極的であってもそれ以外の裁判に対する関心は低く、もっぱら原告・被告双方が持つ縁を頼る形での提訴・訴訟が展開されていた。日本や中国においては裁許者に求められたのは、強制力を持つ「判決」を出すことではなく、請願の是非を「裁許」の形で下し当事者間交渉を促すことにあった。
日本に近代的な権力分立の思想が入ってきたのは幕末である。
1868年（明治元年）、五箇条の御誓文を実行するために出された政体書には「天下の権力、総てこれを太政官に帰す、則政令二途出るの患無らしむ。太政官の権力を分つて行法、立法、司法の三権とす、則偏重の患無らしむるなり」として、三権分立主義をとることが明記された。
しかし当時は、裁判こそが行政の最大の役割であると考えられており、1872年（明治5年）に司法卿・江藤新平が欧米に倣って、行政権と司法権を分離させる制度の構築を図ったところ、特に地方行政の担い手である地方官から猛反発が起きた。たとえば、京都府からは「仰地方の官として人民の訴を聴くこと能はず、人民の獄を断ずるを能はず、何を以て人民を教育し、治方を施し可申哉」（地方官が民事訴訟をしてはいけない、刑事裁判をやってはいけないと言うが、ではどうやって人々を教育して地方を治めろというのか）と抗議（明治5年10月21日付京都府届）が行われ、諸府県からも同様の抗議が殺到したという。
また、1875年（明治8年）に終審裁判所である大審院が設置されたあとも、大審院の判決に司法卿が異議申し立てをする権利を保留する（江藤はすでに佐賀の乱で処刑されている）など問題が多く、のちの自由民権運動でも国会開設問題（立法権の政府からの分離要求）と並んで政府批判の材料とされた。

### 大日本帝国憲法下の権力分立
1890年（明治23年）、大日本帝国憲法が施行され、帝国議会の成立と裁判所構成法の制定により、日本に権力分立の体制が整う。すべての権力（統治権）は天皇が総攬し（大日本帝国憲法第4条）、立法権は帝国議会の協賛をもって天皇が行使し（大日本帝国憲法第37条）、司法権は天皇の名において裁判所が行使し（大日本帝国憲法第57条）、行政権は国務大臣の輔弼により天皇が行使する（大日本帝国憲法第55条）、という権力分立制だった。
立法権は、帝国議会の協賛を経ずとも、緊急命令（大日本帝国憲法第8条）と独立命令（大日本帝国憲法第9条）によっても行使された。後年には軍部が統帥権と軍部大臣現役武官制を梃子に、ほかの三権から遊離して増長し、暴走する事態ともなった。
大日本帝国憲法下の司法権の独立については、制度上も実際上も比較的実現されていた。
なお、大日本帝国憲法においては、行政庁の処分の違法性を争う裁判（行政裁判）の管轄は司法裁判所にはなく、行政庁の系列にある行政裁判所の管轄に属していた。この根拠については、伊藤博文著の『憲法義解』によると、「行政権もまた司法権からの独立を要する」ことに基づくとされている。これに対して、江藤新平は明治初頭に「司法権もまた行政権からの独立を要する」もので、行政裁判といえども行政が裁判に関わるのは司法権の独立に対する侵害であるという論理を主張している。

### 日本国憲法下の権力分立

日本国憲法下の権力分立

1947年（昭和22年）に施行された日本国憲法は、アメリカに倣った厳格な三権分立と、イギリスや大正デモクラシー期の議院内閣制を折衷した三権分立制をとっている。また、天皇は「日本国の象徴であり日本国民統合の象徴」（日本国憲法第1条）とされ、「国政に関する権能を有しない」（日本国憲法第4条1項）ものとされた。天皇の「国事」に関するすべての行為（国事行為）には、内閣の「助言と承認」を必要とし、内閣がその責任を負うこととされた（日本国憲法第3条）。一方で、日本国憲法が三権分立を規定していないという解釈も成り立つというのが通説となっており、その場合は「国権の最高機関」である立法権が優位に立った上で、大英帝国の議会主権制や旧ソ連の民主集中制にも通じる一元的構造と理解される。

#### 三権の帰属

##### 立法権
国会は、「国権の最高機関」であって、「唯一の立法機関」とされている（日本国憲法第41条）。また、「唯一の立法機関」と定められたことから、国会中心立法の原則と国会単独立法の原則が導かれる。国会中心立法の原則とは、国会による立法以外の実質的意味の立法は、憲法に特別の定めがある場合を除き、許されないという原則である。その例外には、議院規則制定権（日本国憲法第58条2項）や最高裁判所規則制定権（日本国憲法第77条）がある。内閣が定める政令は、個別具体的な委任による立法のみが許される。
国会単独立法の原則とは、国会による立法は、国会以外の機関の参与を必要とせずに成立する原則をいう。その例外としては、日本国憲法第95条の地方自治特別法がある。内閣の法案提出権は、国会の審議採決を妨げず、また、72条に議案提出権が定められているため、許されると解される。

##### 行政権
「行政権は、内閣に属する」（日本国憲法第65条）。ほかの二権が、「唯一の」（日本国憲法第41条）あるいは「すべての」（日本国憲法第76条）とされているのに対し、単に「属する」と定められたことは、三権分立が行政権にとっては抑制原理（ほかの二権にとっては防衛原理）とされていることを意味すると解される。内閣は、「首長たる内閣総理大臣及びその他の国務大臣」で組織される（日本国憲法第66条1項）。内閣総理大臣は、「国会議員の中から国会の議決で、これを指名(内閣総理大臣指名選挙)」（日本国憲法第67条1項）され、天皇に任命される。国務大臣は、内閣総理大臣によって指名・任命され、天皇が認証する。国務大臣の過半数は、国会議員の中から任命される。このように、内閣総理大臣を国会議員の中から国会が指名し、内閣が行政権行使について「国会に対し連帯して責任」を負う（日本国憲法第66条3項）ことから、議院内閣制がとられているものと解される。

##### 司法権
全ての司法権は、最高裁判所と下級裁判所からなる裁判所に属することとされ、最高裁判所は終審裁判所とされる（日本国憲法第76条1項）。特別裁判所（憲法裁判所、軍法会議、行政裁判所、皇室裁判所など）の設置は禁止され、行政機関が終審として裁判を行うことはできない（日本国憲法第76条2項）。司法権の行政権からの独立を確立するため、司法行政権は司法権の一部として裁判所に帰属することになった。また、行政裁判所は廃止され、通常の裁判所が行政事件を管轄する。さらに、最高裁判所は「一切の法律、命令、規則又は処分が憲法に適合するかしないかを決定する権限を有する終審裁判所」とされた（日本国憲法第81条）。これは、最高裁判所および下級裁判所が、違憲立法審査権を有することを意味すると解されている。

#### 三権の関係
内閣と国会の関係は議院内閣制がとられる。内閣総理大臣は国会議員の中から国会の議決で指名する（内閣総理大臣指名選挙。首班指名とも呼ばれる）（日本国憲法第67条1項）。また、内閣総理大臣は国務大臣を任命するが、その過半数は国会議員の中から選ばれなければならない（日本国憲法第68条1項）。内閣総理大臣その他の国務大臣には議院出席の権利･義務が認められている（日本国憲法第63条）。
内閣は行政権の行使について国会に対し連帯して責任を負い（日本国憲法第66条3項）、衆議院で内閣不信任決議が可決（あるいは信任決議が否決）されたときは内閣は10日以内に総辞職か衆議院の解散・総選挙を選ばなければならない（日本国憲法第69条）。一方、内閣は衆議院を解散する権限を有していると解されている（なお、解散権の実質的根拠については争いがある）。内閣総理大臣が欠けたとき、または衆議院議員総選挙の後に初めて国会の召集があったときは、内閣は総辞職をしなければならない（日本国憲法第70条）。
この他、国会の両議院には国政調査権が付与され（日本国憲法第62条）、この権限を適切に行使することにより、国会には内閣の行動を監視･監督する機能も期待されている。
一方、国会・内閣と裁判所との関係においては日本でも司法権の独立の原理が採用される。すべて裁判官はその良心に従い独立してその職権を行い、憲法および法律のみに拘束されると規定されている（日本国憲法第76条3項）。
国会から裁判所に対する抑制としては弾劾裁判があり、著しい職務上の義務違反や非行などのあった裁判官は、国会議員で構成される裁判官弾劾裁判所が弾劾する（日本国憲法第64条）。一方、裁判所は国会の制定した一切の法律の憲法適合性を審査する違憲立法審査権を有するとされている（日本国憲法第81条）。
内閣から裁判所に対する抑制としては、裁判官の任命権（最高裁判所長官については指名権）がある。最高裁判所長官は天皇が内閣の指名に基づいて任命し（日本国憲法第6条2項）、最高裁判所の長官以外の裁判官は内閣でこれを任命する（日本国憲法第79条1項）。最高裁判所裁判官の任命については、その発足当初、裁判官任命諮問委員会の答申に基づいて任命が行われていたが、内閣の責任を不明確にするものとの批判があったとして廃止された経緯がある。この点については常設的な委員会の設置は憲法の趣旨に反するとみる学説もあるが、公平で非党派的な選考委員会が実質的任命を行うような制度にすべきとの学説が対立し議論がある。なお、現在は、最高裁判所事務総局・最高検察庁・日本弁護士連合会などが最高裁判所裁判官の候補者を推薦し、内閣がこれを追認する形で任命が行われている。また、最高裁判所長官については前任の最高裁判所長官の推薦に基づいて任命が行われている。
下級裁判所の裁判官は、最高裁判所の指名した者の名簿によって内閣で任命する（日本国憲法第80条1項前段）。憲法解釈上は、明白な任命資格要件の欠如の場合を除いて内閣は任命拒否できないと解されている。実務上も裁判官の空席の数に形式的に一人を加えた名簿が作成されて任命が行われており、また実質的に指名された者が任命を拒否された例はないとされている。